# Cap Maringouin
Le cap Maringouin ou cap du Grand-Maringouin est un cap situé au sud-est de la province canadienne du Nouveau-Brunswick.

## Géographie
La péninsule du cap est orientée nord-sud et mesure environ 10 kilomètres de long pour 5 kilomètres de large. Elle sépare la baie de Chipoudy du bassin de Cumberland. La péninsule est composée de petites collines, s'élevant de plus en plus vers le nord-ouest, pour former plus loin le massif de la colline Coppermine. La péninsule est couverte de forêts.
Le Grand-Maringouin est très peu habité. Les hameaux sont surtout situés en bordure. La région comprend une grande partie de la paroisse de Sackville.